# Anne De Salvo
Anne De Salvo (Filadelfia, 3 aprile 1949) è un'attrice, regista e scenografa statunitense.

## Filmografia parziale

### Attrice

#### Cinema
- Stardust Memories, regia di Woody Allen (1980)
- Arturo (Arthur), regia di Steven E. Gordon (1981)
- L'ospite d'onore (My Favorite Year), regia di Richard Benjamin (1982)
- Con le buone maniere si ottiene tutto (Bad Manners), regia di Robert Houston (1984)
- Perfect, regia di James Bridges (1985)
- Affittasi ladra (Burglar), regia di Hugh Wilson (1987)
- Mafia kid, regia di Paul Morrissey (1988)
- Filofax - Un'agenda che vale un tesoro (Taking Care of Business), regia di Arthur Hiller (1990)
- Kalamazoo?, regia di David O'Malley (2006)

#### Televisione
- CSI: Miami – serie TV, episodio 1x19 (2003)
- Sex and the City – serie TV, episodio 6x20 (2004)
- Detective Monk (Monk) – serie TV, episodio 6x01 (2007)
- The Closer - serie TV, episodio 3x03 (2007)
- 2 Broke Girls - serie TV, episodio 3x11 (2013)

### Regista

#### Cinema
- The Amati Girls (2001)

## Doppiatrici italiane
Nelle versioni in italiano delle opere in cui ha recitato, Anne De Salvo è stata doppiata da:
- Antonella Giannini in Detective Monk, The Closer
- Anna Rita Pasanisi in Arturo
- Serena Verdirosi in Filofax - Un'agenda che vale un tesoro